# 코파 데 라 수페르리가
코파 데 라 수페르리가(스페인어: Copa de la Superliga)는 아르헨티나의 클럽 대항 컵 대회였다. 아르헨티나 프리메라 디비시온의 팀들이 참가하며 정규리그가 종료된 이후 시행되었다.
2019년 대회 결승에서 CA 티그레가 보카 주니어스를 2-0으로 꺾으며 초대 우승팀이 되었다.
2020년 대회는 COVID-19로 인해 중단, 취소되었고 이후 대회는 폐지되었다.

## 역대 결승
| 시즌 | 우승                                       | 스코어                                     | 준우승                                     | 참고  |
| ---- | ------------------------------------------ | ------------------------------------------ | ------------------------------------------ | ----- |
| 2019 | 티그레                                     | 2–0                                        | 보카 주니어스                              | [ 1 ] |
| 2020 | COVID-19으로 인해 대회가 중단, 취소되었다. | COVID-19으로 인해 대회가 중단, 취소되었다. | COVID-19으로 인해 대회가 중단, 취소되었다. | [ 2 ] |

## 같이 보기
- 아르헨티나 프리메라 디비시온
- 코파 아르헨티나